# Nearc de Tàrent
Nearc de Tàrent (en llatí Nearchus, en grec Νέαρχος) fou un notable de la ciutat de Tàrent que es va adherir a la causa romana durant la Segona Guerra Púnica, en contra del que van fer la majoria dels seus conciutadans, favorables a l'Imperi Cartaginès. Era molt amic de Marc Porci Cató Censorí que va viure a casa seva després que Quint Fabi Màxim Verrugòs hagués recuperar Tàrent (209 aC). Era seguidor de la filosofia pitagòrica, i Cató va aprendre'n d'ell.